# Ramón de los Santos
Ramón de los Santos Genero (19 de gener de 1949―29 de novembre de 2015) fou un llançador esquerrà dominicà que va jugar en les Grans Lligues de Beisbol. Va signar com a amateur amb els Astros de Houston el 9 d'abril de 1972 i jugà per a ells el 1974.
De los Santos anà a Houston a l'agost de 1974 després d'una temporada dominant als batedors de Doble-A en la Southern League. Va llançar, en 42 partits pels Columbus Astros, va batre a 73 batedors en 76 entrades i només va permetre 11 carreres netes. Va acabar la temporada amb un 7-4 i una efectivitat de 1.30.
El 21 d'agost de 1974, de los Santos feu el seu debut en Grans Lligues com rellevista contra els Mets de Nova York en l'Astrodome. Va retirar al primer batedor a qui es va enfrontar, el jardiner dret Rusty Staub, després de batre al primera base John Milner per acabar l'entrada 6. En 2.2 innings aquella nit, va permetre dos imparables, tres bases per boles i dues carreres brutes, i els Astres van perdre 10-2.
De los Santos va guanyar el seu primer i únic partit de Grans Lligues una setmana després en el Shea Stadium. Va retirar al campcurt dels Mets Bud Harrelson, l'últim batedor en la part baixa de la novena entrada, i posteriorment el seu company d'equip Cliff Johnson va batre en la part alta de la desena entrada per guanyar el joc 3-2.
En 12 jocs va tenir marca d'1-1 i 5 jocs acabats. En 12.1 entrades llançades va cedir 3 carreres netes per a una efectivitat de 2.19.
En 1975, de los Santos va llançar en ambdues Triple-A i Doble-A, i va ser draftiat per l'organització dels Cardenales de San Luis després de la temporada (9 de desembre), però mai més va aparèixer en un equip de les grans lligues.
La seva trajectoria professional inclogué 15 temporades (des del 1971 al 1985) als Estats Units com a jugador professional i a Amèrica Llatina. Finalment signà un contracte amb els Seattle Mariners com a caçatalents des de la República Dominicana i el 1992 signà el primer contracte de David Ortiz, llavors conegut com a David Arias.

## Lliga Dominicana
En la Lliga Dominicana va llançar durant 18 temporades amb els Leones del Escogido, Estrellas Orientales i Tigres del Licey.
En la seva carrera va compilar marca de 28 victòries, 19 derrotes, 35 jocs salvats i efectivitat de 3.34. Va participar en 487.2 episodis, amb 181 carreres netes, 439 hits permesos. Era conegut com a "Pintacora".